# 1999–2000-es magyar jégkorongbajnokság
A 63. első osztályú jégkorongbajnokságban hét csapat indult el. A mérkőzéseket 1999. október 1. és 2000. április 30. között rendezték meg.
A Magyar Köztársasági Kupát a Dunaferr nyerte meg.

## Alapszakasz végeredménye
|    | Csapat               | M  | GY | D | V  | GK       | Pont |
| -- | -------------------- | -- | -- | - | -- | -------- | ---- |
| 1. | Dunaferr             | 12 | 10 | 2 | 0  | 108 - 14 | 22   |
| 2. | FTC                  | 12 | 9  | 1 | 2  | 103 - 35 | 19   |
| 3. | Alba Volán           | 12 | 8  | 3 | 1  | 102 - 29 | 19   |
| 4. | Győri HC             | 12 | 6  | 0 | 6  | 52 - 73  | 12   |
| 5. | Tisza Volán-Szeged   | 12 | 3  | 0 | 9  | 43 - 85  | 6    |
| 6. | MAC Népstadion       | 12 | 2  | 0 | 10 | 31 - 80  | 4    |
| 7. | Miskolci Jegesmedvék | 12 | 1  | 0 | 11 | 30 -153  | 2    |

Az alapszakasz első három csapata a rájátszás felsőházába került.

## Rájátszás végeredménye

### Felsőház
|    | Csapat     | M  | GY | D | V | GK      | Pont |
| -- | ---------- | -- | -- | - | - | ------- | ---- |
| 1. | Dunaferr   | 12 | 7  | 3 | 2 | 50 - 31 | 17   |
| 2. | FTC        | 12 | 5  | 2 | 5 | 42 - 45 | 12   |
| 3. | Alba Volán | 12 | 1  | 5 | 6 | 41 - 57 | 7    |

A csapatok az Alapszakaszban elért egymás elleni eredményeiket magukkal hozták.
Az első két helyezett csapat a döntőbe került.

### Alsóház
|    | Csapat               | M  | GY | D | V | GK      | Pont |
| -- | -------------------- | -- | -- | - | - | ------- | ---- |
| 1. | Győri HC             | 12 | 10 | 0 | 2 | 84 - 36 | 20   |
| 2. | MAC Népstadion       | 12 | 8  | 0 | 4 | 75 - 51 | 16   |
| 3. | Tisza Volán-Szeged   | 12 | 3  | 0 | 9 | 46 - 66 | 6    |
| 4. | Miskolci Jegesmedvék | 12 | 3  | 0 | 9 | 36 - 88 | 6    |

A csapatok az Alapszakaszban elért egymás elleni eredményeiket magukkal hozták.
Az Alsóház győztese a harmadik helyezésért játszhatott

## Helyosztók
Döntő: Dunaferr - Ferencváros 5-0, 2-3, ,4-1
Harmadik helyért: Alba Volán - Győri HC 13-4

## Bajnokság végeredménye
1. Dunaferr SE

2. Ferencvárosi TC

3. Alba Volán-FeVita

4. Győri ETO HC

5. MAC Népstadion

6. Tisza Volán-Szeged
 
7. Miskolci Jegesmedve JSE

## A Dunaferr bajnokcsapata
Bali Zsolt, Berényi Norbert, Bognár Nándor, Borsos Attila, Csata Csaba, Csiki Csaba, Erdősi Péter, Igor Griger, Halmosi Tamás, Holló István, Horváth András, Kakas Krisztián, Kaszala János, Kővágó Kristóf, Ladányi Balázs, Lencsés Tamás, Pavel Mihonyik, Missoundu Balázs, Orsó László, Peterdi Imre, Jozef Petrovic, Porkoláb Zoltán, Revák Zoltán, Martin Richtarcik, Simon Csaba, Vladimir Svitek, Szajbert Krisztián, Szélig Viktor, Tokaji Viktor, Tőkési Lajos, Vargyas László, Vas János, Peter Veselovsky
Vezetőedző: Robert Spisak

## A bajnokság különdíjasai
- A legjobb kapus: Berényi Norbert (Dunaferr)
- A legjobb hátvéd: Szélig Viktor (Dunaferr)
- A legjobb csatár: Palkovics Krisztián (Alba Volán)
- A legeredményesebb játékos: Sándor Szilárd (Alba Volán)
- A legjobb külföldi játékos: Peter Veselovsky (Dunaferr)

## Külső hivatkozások
- a Magyar Jégkorong Szövetség hivatalos honlapja